# Riverton (Waszyngton)
Riverton – jednostka osadnicza w Stanach Zjednoczonych, w stanie Waszyngton, w hrabstwie King. Według danych z 2010 Riverton było zamieszkiwane przez 6 407 osób.